# Quismondo
Quismondo és un municipi de la província de Toledo, a la comunitat autònoma de Castella la Manxa. Limita amb Santa Cruz de Retamar, Portillo de Toledo i Fuensalida, al sud-est amb el municipi de Novés, al sud amb els municipis de Santo Domingo Caudilla i Torrijos, al sud-oest amb Maqueda, a l'oest amb Hormigos.